# 轻音乐
轻音乐（英語：light music），指介于古典音乐和流行音乐之间的一种通俗音乐形式。轻音乐以通俗方式诠释乐曲，其来源可以是原创，也可以是对古典音乐、流行音乐或者民谣进行改编而成。轻音乐一般以小型乐队演奏，结构简单、节奏明快、旋律优美。轻音乐可以营造温馨浪漫的情调，带有休闲性质，因此又名“情调音乐”（Mood Music）。
轻音乐起源于一战后的英国，在20世纪中后期达到鼎盛。延续轻音乐的发展路线，又出现了“Easy listening”、“Ambient music”、“Lounge music ”、“Chill-out music”等新一代轻音乐。在二十世紀末，新纪元运动融合轻音乐和灵魂乐的元素，创造出新紀元音樂。

## 著名曲目
- 伴隨著妳
- 友谊地久天长
- 水边的阿狄丽娜
- 安妮的仙境
- 安魂曲
- 泰坦尼克号主题曲
- 迷情仙境
- 森林狂想曲
- 昨日重现
- 春江花月夜
- 祈祷
- 神秘园之歌
- 回家